# 約克維爾 (印第安納州)
約克維爾（英語：Yorkville）是位於美國印地安納州迪爾伯恩縣的一個非建制地區。該地的面積和人口皆未知。

## 地理
約克維爾的座標為39°12′16″N 84°58′03″W / 39.20444°N 84.96750°W，而該地的平均海拔高度為284米（即932英尺）。